# 村上真紀
村上真紀。日本女性漫畫家，出身於北海道小樽市。

## 作品
- 原名
- 萬有引力（原名《グラビテーション》、幻冬舍連載、全12冊）
- 万有引力EX.（原名、幻冬舍、Web Comic、SPICA、连载中）
- 護魔童子（原名、幻冬舍、Comic Birz连载、2冊待續、目前休載中）
- 遊戲者天堂（原名、Mag Garden、月刊Comic Blade连载、4冊待續、目前休載中）
- 新堂家的事情（原名、連載、7話完結、未出單行本。）

## 外部連結
- 官方网站（日語）